# Armi Aavikko
Armi Anja Orvokki Aavikko (1 de septiembre de 1958, Helsinki-2 de enero de 2002, Espoo) fue una cantante y reina de belleza finlandesa. En 1977 fue elegida Miss Finlandia y participó en Miss Universo de aquel año, aunque es más conocida por sus duetos con el cantante Ilkka Lipsanen, de nombre artístico Danny, con quien condujo un programa de televisión que se emitió hasta 1995.
Armi logró cierta fama póstuma en 2006, cuando el video musical I Wanna Love You Tender con Danny se convirtió en un fenómeno en Internet.
Murió de neumonía, producida por su alcoholismo crónico.

## Discografía
- Danny & Armi (Dannyn kanssa, Scandia 1978)
- Toinen LP (Dannyn kanssa, Scandia 1979)
- Armi (Scandia 1981)
- Armi ja lemmikit (AXR 1993)
- Armi Aavikko (Fazer 2002, álbum compilatorio)